# Philinopsis
Genre
Synonymes
- Acera Cuvier, 1810[2]
- Acera Lamarck, 1822[3]
- Eidothea Risso, 1826[2]

Philinopsis est un genre de gastéropodes (limaces de mer) de la famille des Aglajidae.

## Liste des genres
Selon World Register of Marine Species (29 janvier 2018) :
- Philinopsis aliciae Gosliner, 2015
- Philinopsis bagaensis Ortea, Moro & Espinosa, 2007
- Philinopsis batabanoensis Ortea, Moro & Espinosa, 2007
- Philinopsis buntot Gosliner, 2015
- Philinopsis ctenophoraphaga Gosliner, 2011
- Philinopsis depicta (Renier, 1807)
- Philinopsis dubia (O'Donoghue, 1929)
- Philinopsis minor (Tchang, 1934)
- Philinopsis nuttalli (Pilsbry, 1895)
- Philinopsis pusa (Ev. Marcus & Er. Marcus, 1966)
- Philinopsis quinza (Ev. Marcus, 1979)
- Philinopsis speciosa Pease, 1860
- Philinopsis taronga (Allan, 1933)
- Philinopsis troubridgensis (Verco, 1909)
- Philinopsis virgo (Rudman, 1968)

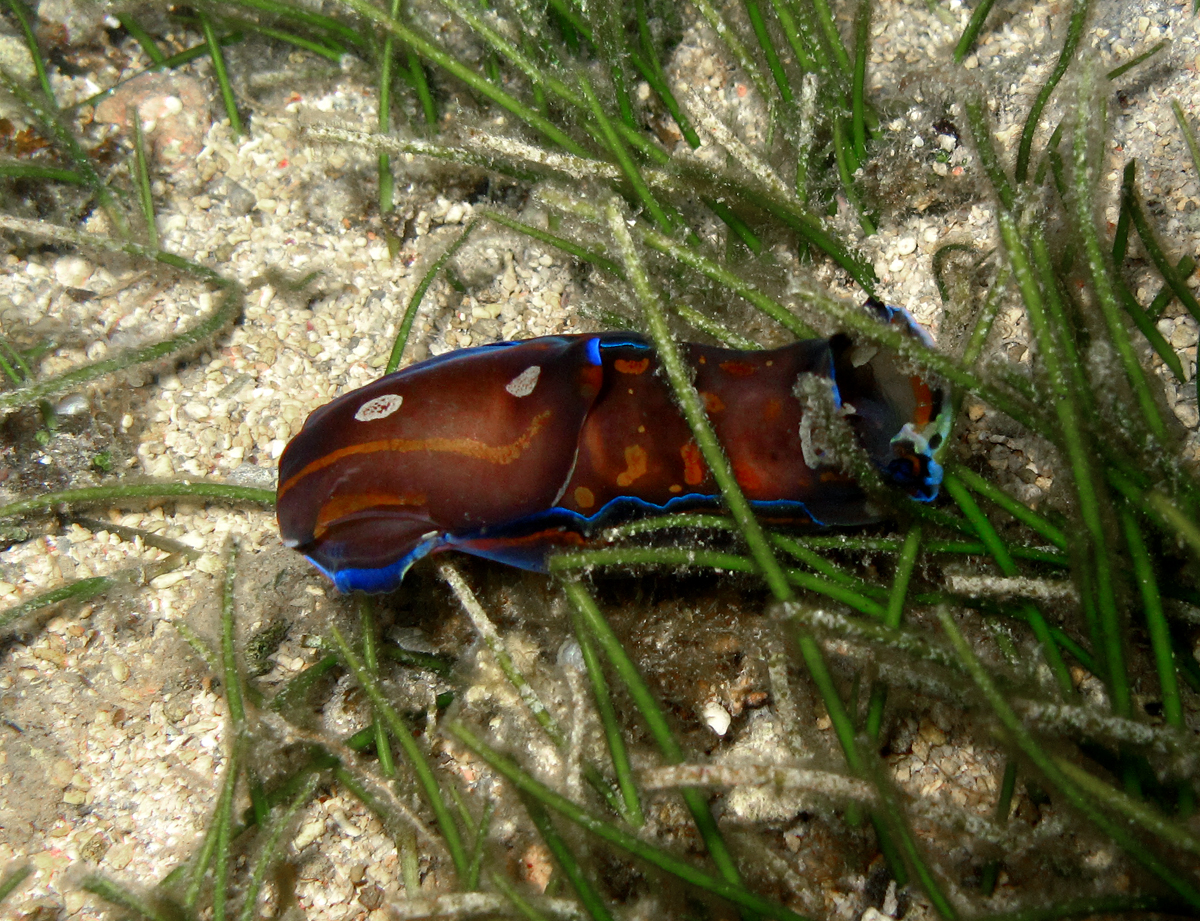
Philinopsis speciosa
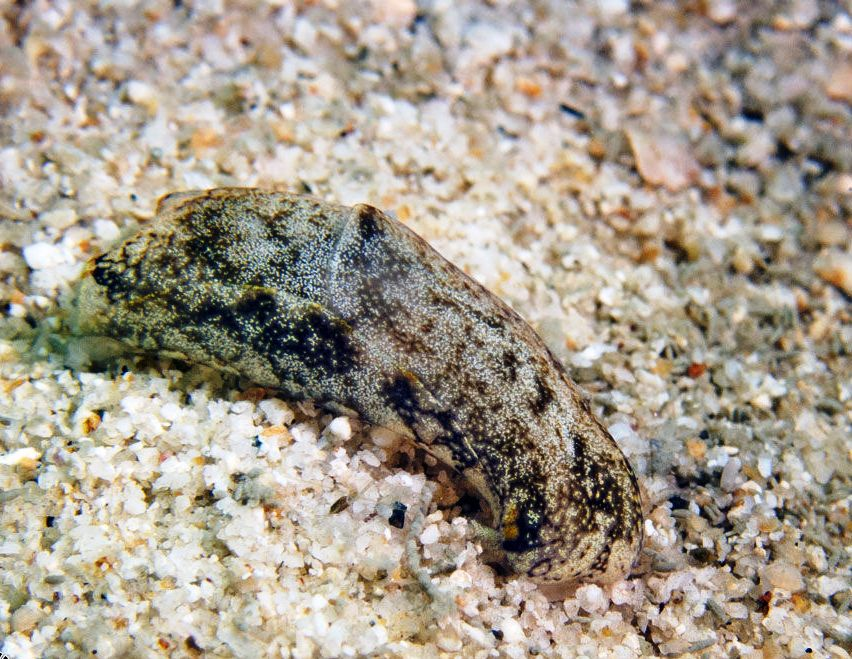
Philinopsis taronga